# Массер, Майкл
Майкл Массер (англ. Michael Masser) — американский композитор и продюсер. 

## Карьера
Известность получил, сотрудничая с Дайаной Росс, он написал для неё хит «Touch Me In The Morning» в 1973 году. В 1975 году он стал соавтором песни «Theme from Mahogany (Do You Know Where You’re Going To)», которая была номинирована на премию «Оскар» как лучшая песня к фильму. В 1980-е годы открыл молодую исполнительницу Уитни Хьюстон, он написал для неё такие хиты как «Didn’t We Almost Have It All», «Saving All My Love for You», «All at Once» и «Greatest Love of All».
Также в разное время он работал с таким артистами как Джордж Бенсон, Роберта Флэк, Натали Коул, Дотти Уэст, Джуди Коллинз, Барбра Стрейзанд. В 2007 году был включён в Зал славы авторов песен.